# José Ribeaud
Pour les articles homonymes, voir Ribeaud.
 (février 2019).
Si vous disposez d'ouvrages ou d'articles de référence ou si vous connaissez des sites web de qualité traitant du thème abordé ici, merci de compléter l'article en donnant les références utiles à sa vérifiabilité et en les liant à la section « Notes et références ».
José Ribeaud est un journaliste suisse né le 22 novembre 1935 à Coeuve (alors dans le canton de Berne) et mort le 2 février 2019 à Berlin.
Il travailla pendant 24 ans (1966 - 1990) au téléjournal de la Télévision suisse et fut ensuite rédacteur en chef du journal fribourgeois La Liberté. 

## Biographie

### Jeunesse
Il suit sa scolarité dans son village natal à Coeuve (6 ans), puis au Collège Saint-Charles à Porrentruy (6 ans). Il se forme ensuite à l’École prévôtoise à Moutier, où il obtient un diplôme de secrétaire de direction (2 ans). 

### Carrière
En 1966, José Ribeaud devient le présentateur du téléjournal romand à Zurich dont il fut le rédacteur en chef de 1974 à 1982.
En 1990 il devient le rédacteur en chef du journal La Liberté.
En 1996, prend sa retraite à Zurich puis lors d'un séjour à Madagascar, il fonde une radio de proximité à caractère éducatif et d’inspiration chrétienne (Radio Haja) et une école professionnelle qui prépare à des métiers d’avenir,.

## Ouvrages
- Kurt Furgler à cœur ouvert, 1986, Éditions de l'Aire.
- Quand la Suisse disparaîtra, 1998, Éditions de l'Aire.
- La Suisse à l'heure de vérité, 1992, Éditions universitaires Fribourg Suisse.
- La Suisse plurilingue se déglingue, 2010, Éditions Alphil [traduit en allemand chez Nagel & Kimche]
- Maudite décharge, 2014, Éditions Alphil.
- Demain la Suisse. Dialogue avec Tim Guldimann, diplomate et citoyen, 2015, Éditions Alphil [en collaboration avec Christophe Reichmuth et Tim Guldimann]. [éd. originale en allemand, Nagel & Kimche]
- Didier Burkhalter, humaniste et homme de convictions, Éditions Alphil, 2018.

## Prix
- Prix de la Fondation Oertli (1987).